# Paul Perquer
Paul Perquer (Le Havre, 3 oktober 1859 - onbekend) was een Frans zeiler.
Perquer behaalde samen met Émile Billard tijdens de Olympische Zomerspelen 1900 de titel in de 10-20 ton klasse.

## Resultaten

### Olympische Zomerspelen
| Jaar | Plaats | Resultaten       |
| ---- | ------ | ---------------- |
| 1900 | Parijs | 10-20 ton klasse |